# Hoof- en Molenpolder
De Hoof- en Molenpolder (soms foutief gespeld als: Hoofd- en Molenpolder) is een oudlandpolder binnen het complex: Polders tussen Lamswaarde en Hulst.
Vermoedelijk is dit de eerste polder die bedijkt is door de monniken van de Abdij van Boudelo. Deze monniken bezaten een uithof in het zuiden van deze polder en in 1226 werd ze waarschijnlijk bedijkt. De polder is 112 ha groot.
Het woord Hoof, oorspronkelijk Hof, heeft betrekking op de uithof die in deze polder lag.
Burghpolder · Clinge- en Kieldrechtpolders · Clingepolder · Dullaertpolder · Eekenissepolder · Graauwsche Polders · Havenpolder · Hertogin Hedwigepolder · Hoof- en Molenpolder · Hooglandpolder · Kieldrechtpolders · Kievitpolder · Kleine Molenpolder · Koningin Emmapolder · Langendampolder · Louisapolder · Mariapolder (Hulst) · Melopolder · Mispadpolder · Molenpolder (Hulst) · Nijspolder · Noordhofpolder · Oude Graauwpolder · Oudelandpolder · Polders tussen Lamswaarde en Hulst · Polders van Hontenisse en Ossenisse · Saaftingepolders · Saeftingepolder · Ser-Pauluspolder · Stoofpolder · Van Alsteinpolder · Vitshoek · Willem-Hendrikspolder · Zandpolder · Zoutepolder